# Vasi canosini
I vasi canosini sono una classe vascolare di epoca ellenistica e a scopo funerario, caratterizzata da decorazione plastica aggiunta e decorazione pittorica policroma, con colori a tempera aggiunti dopo la cottura. Si sviluppa dalla fase tarda della ceramica apula a partire dal tardo IV secolo a.C. e viene prodotta fino alla metà del II secolo a.C. I ritrovamenti (a partire dagli scavi del 1844 nelle tombe a ipogeo del territorio dell'antica Canusium) sono limitati all'Apulia; qualche esemplare è stato ritrovato a Cuma.
La funzione funeraria era esclusivamente d'apparato e a testimonianza della posizione sociale del defunto. Le forme più diffuse sono le anfore e gli askoi di grandi dimensioni, seguite da oinochoai e kantharoi. La decorazione plastica è costituita da figurine che riproducono la figura della lamentatrice, o da protomi equine, o teste di Gorgone, eroti e nikai, con una iconografia che sembra riferirsi a modelli importati.
Il fondo bianco, che non sempre raggiungeva la base del vaso, era aggiunto dopo la cottura; la decorazione pittorica tipica era costituita da figure umane e animali affiancate da una decorazione secondaria fitomorfa e da festoni; il disegno era a contorno e in stile lineare, privo di modellazione, con ampie zone riempite di giallo e dettagli colorati in rosa, rosso e blu.

## Galleria d'immagini

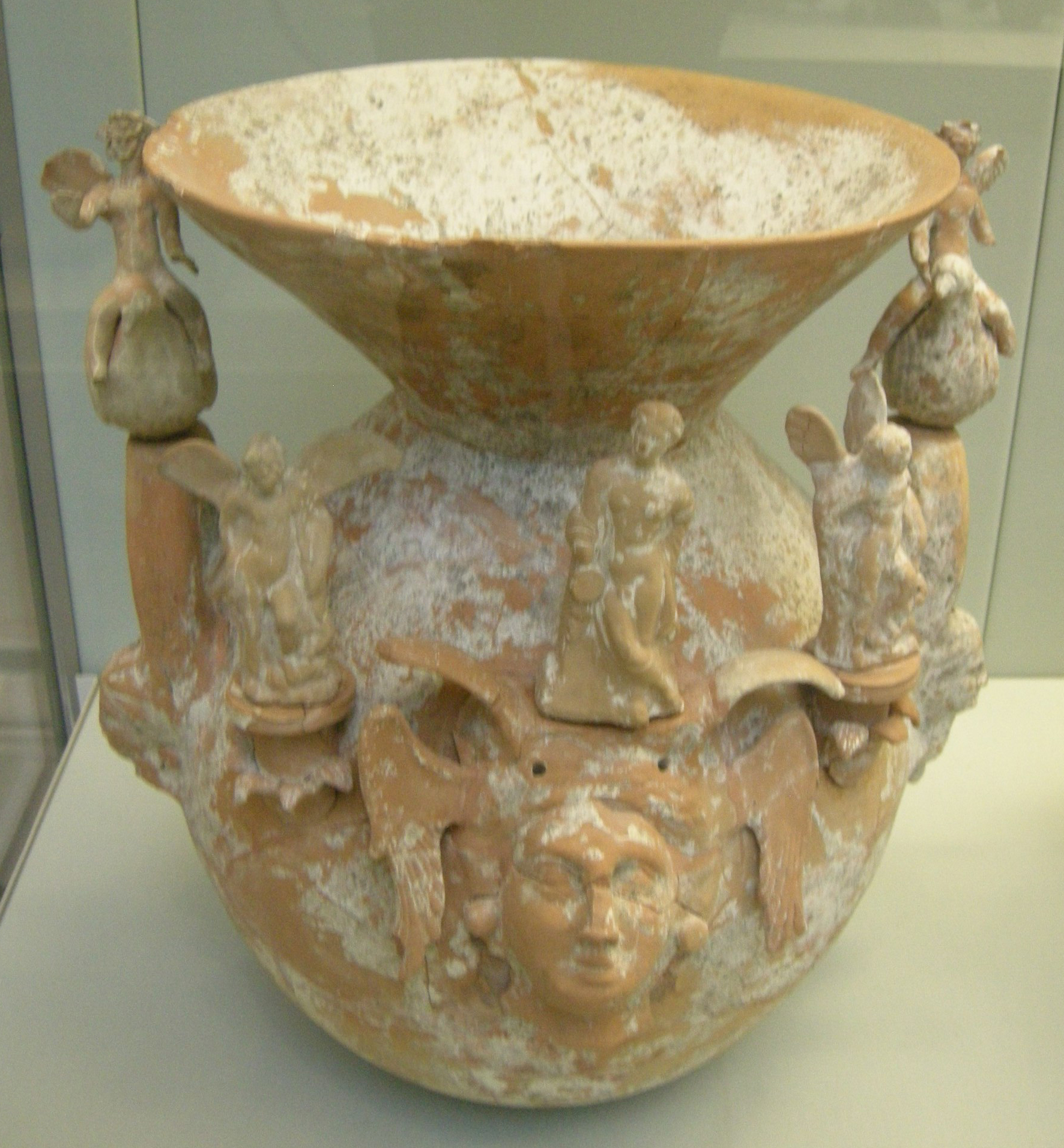
Olla
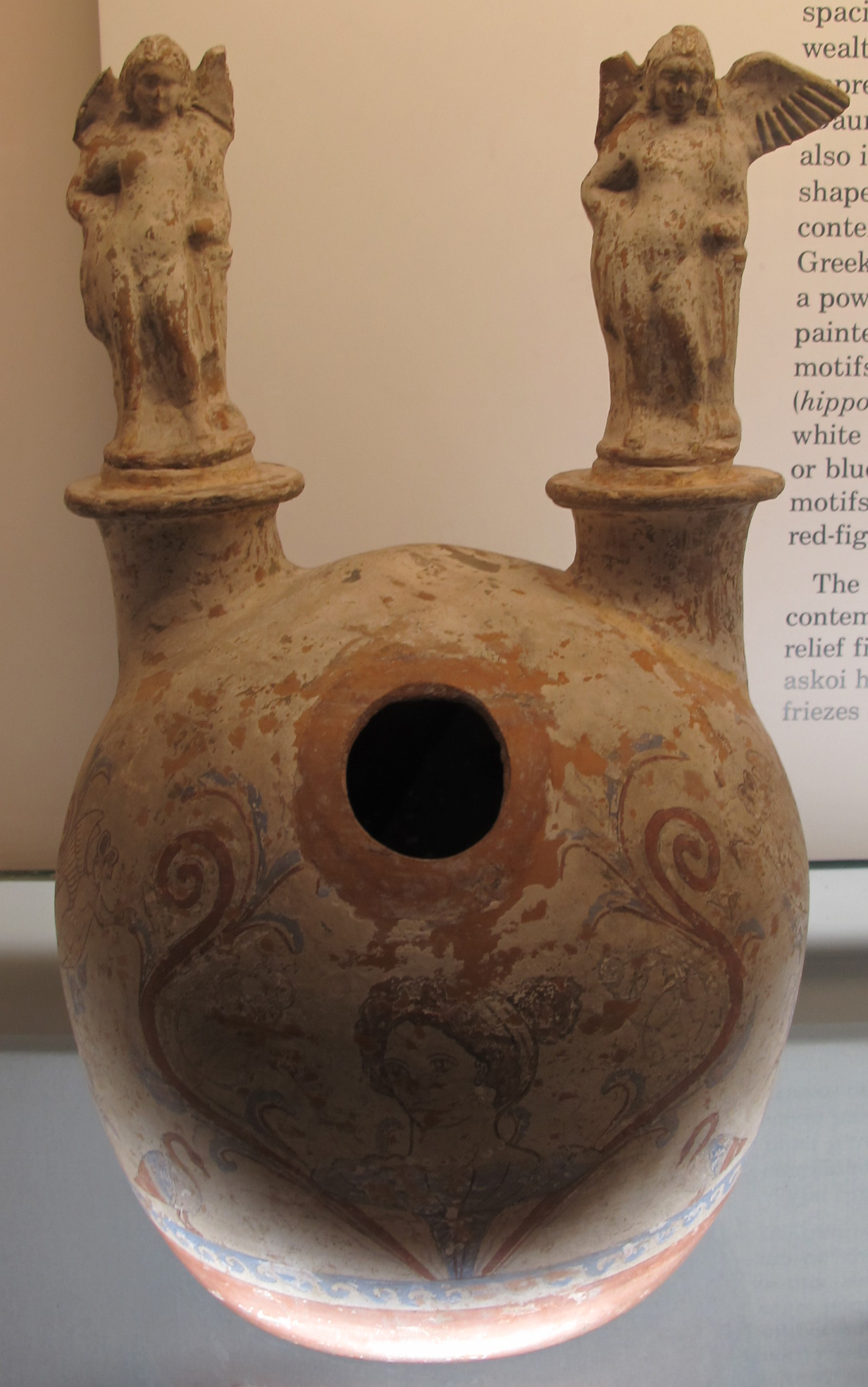
Askos
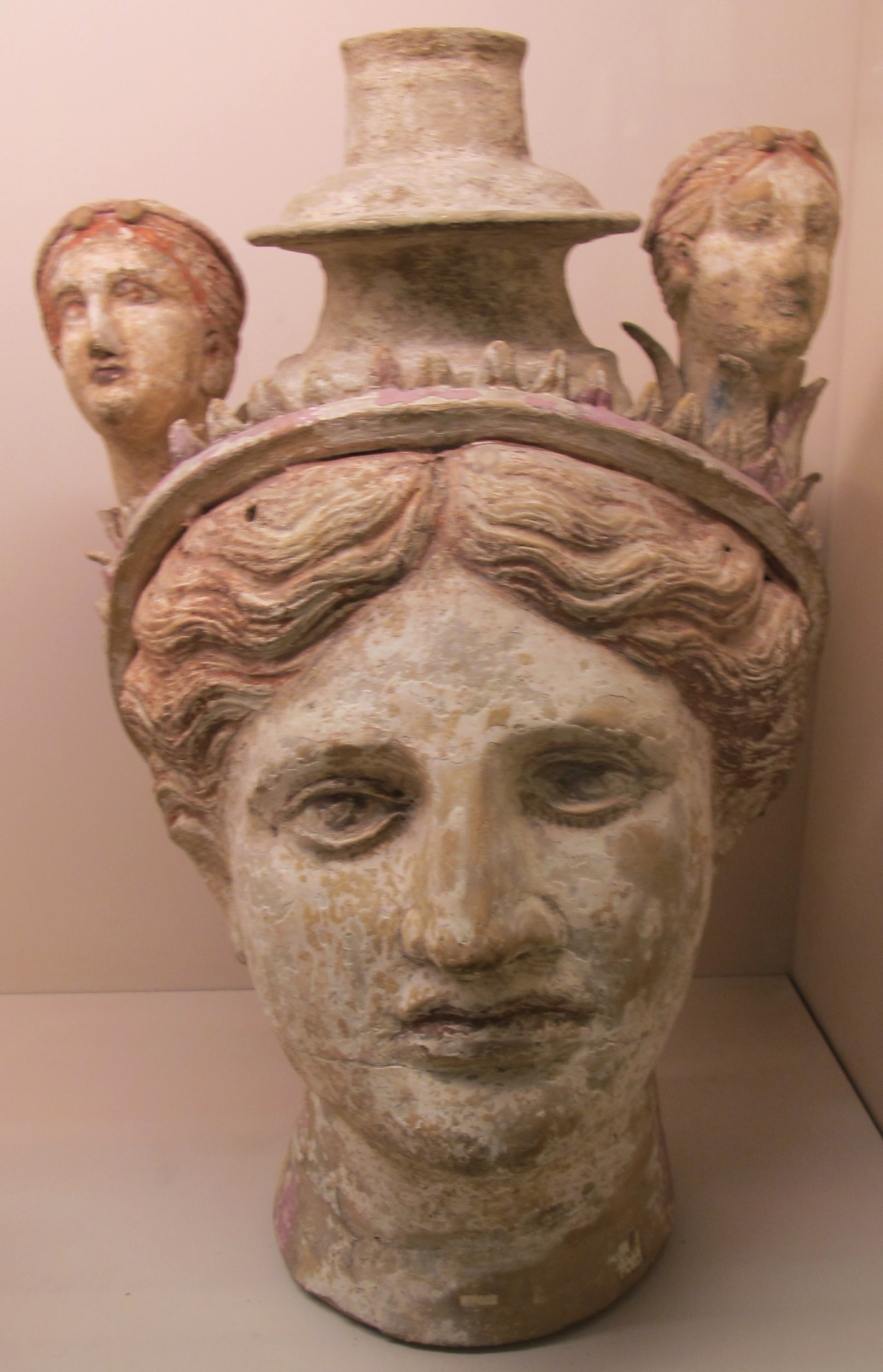
Lekythos a testa femminile